# Starstreak
Starstreak ([’sta:stri:k], буквально звёздный след) — британский переносной зенитно-ракетный комплекс, предназначенный для поражения низколетящих вертолётов и самолётов противника. Также обозначают Starstreak HVM (от сокр. англ. High Velocity Missile — высокоскоростная ракета). В 1997 году принят на вооружение британской армии. Позиционируется изготовителем как многоцелевой комплекс.
После пуска и разгона ракеты до скоростей более 3 Махов, происходит отделение трёх поражающих элементов, наводимых далее по принципу SACLOS. Использование в боевой части трёх кинетических вольфрамовых элементов, каждый из которых имеет свою осколочную боевую часть, увеличивает вероятность поражения цели.

## Тактико-технические характеристики
- Длина ракеты: 1,39 м
- Диаметр корпуса: 0,13 м
- Размах крыла: 0,27 м
- Масса ракеты: 14 кг[2]
- Максимальная скорость: ~3,5 M

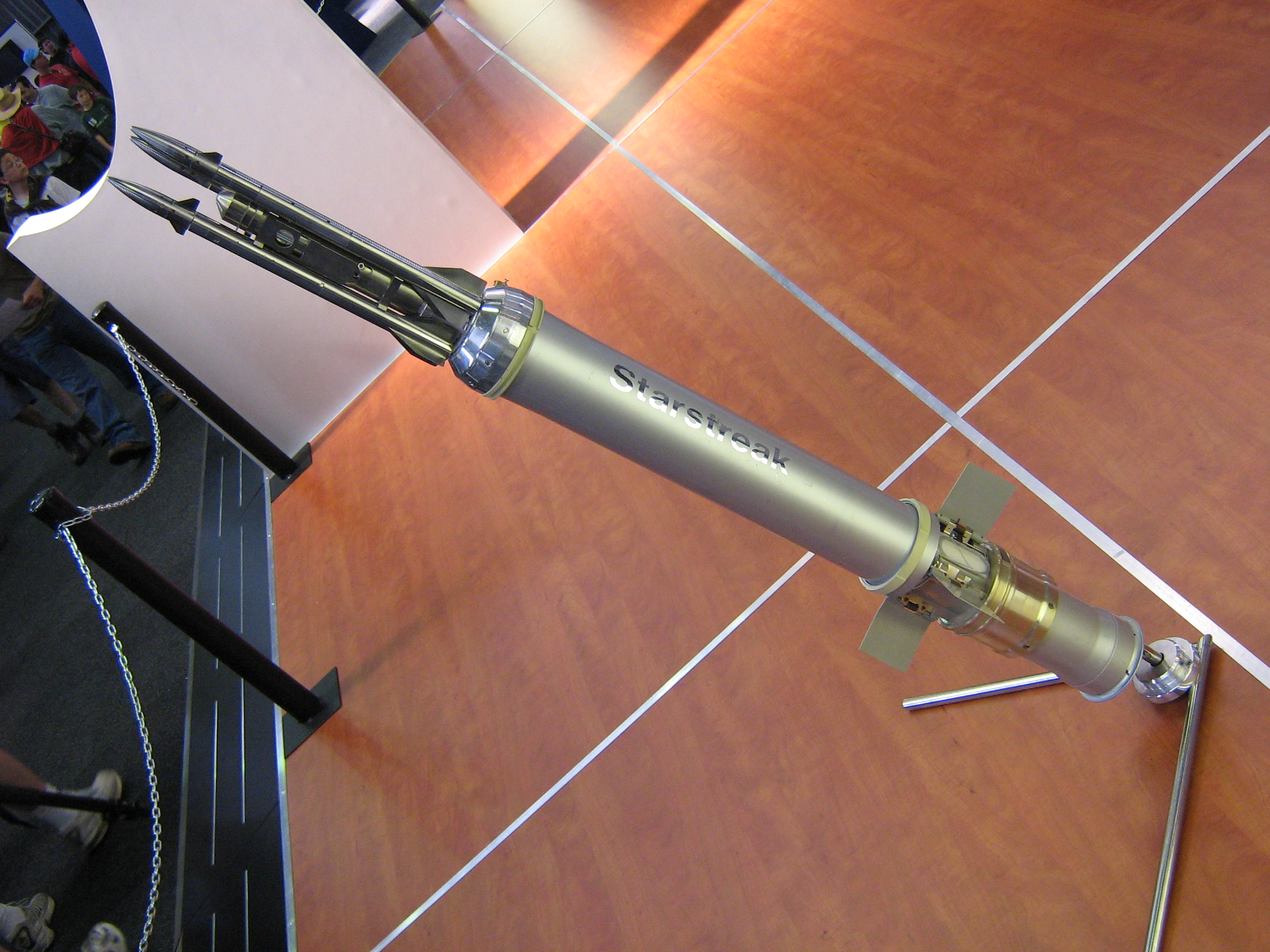
Ракета Starstreak на выставке Africa Aerospace & Defence

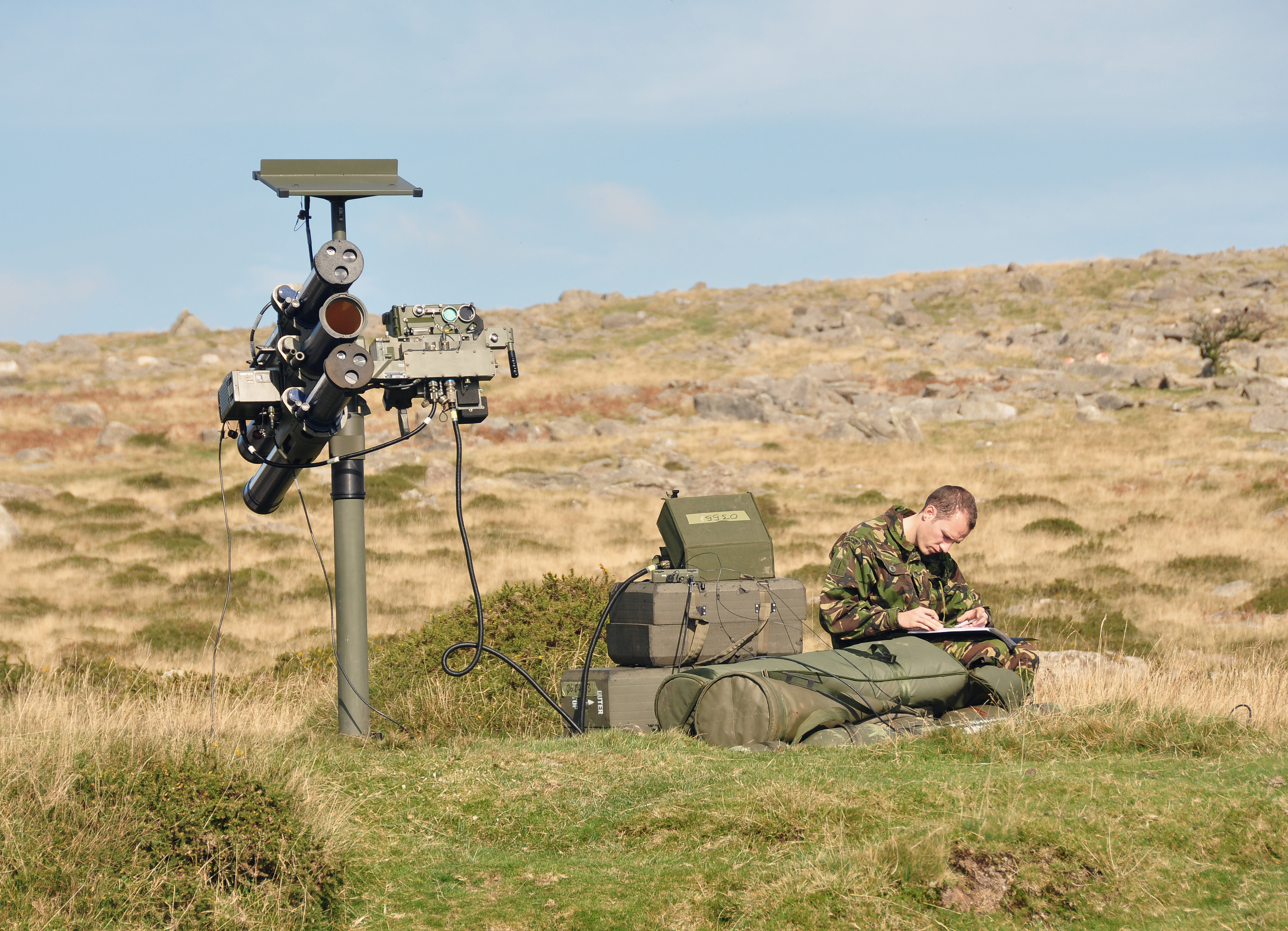
ПУ LML ПЗРК Starstreak на учениях в Дартмуре

- Дальность действия: 1500-5500 м[3] (до 6000+ м[2])
- Время полёта: 8 сек.[3]
- Высота поражаемых целей: 5000 м[4]
- Боевая часть: три проникающих вольфрамовых субэлемента (т .н. «дротики»), имеющих по осколочной БЧ
  - Масса субэлемента: ~0,9 кг

## Боевое применение
Starstreak применяется украинской стороной в ходе вторжения России на Украину, при этом зафиксировано уничтожение российского вертолёта Ми-28Н и БПЛА с помощью данного ПЗРК. По данным военных экспертов, Starstreak показал особенно высокую эффективность против всех видов российских вертолетов в ходе вторжения

## Эксплуатанты
- Великобритания
  - LML — 135 систем

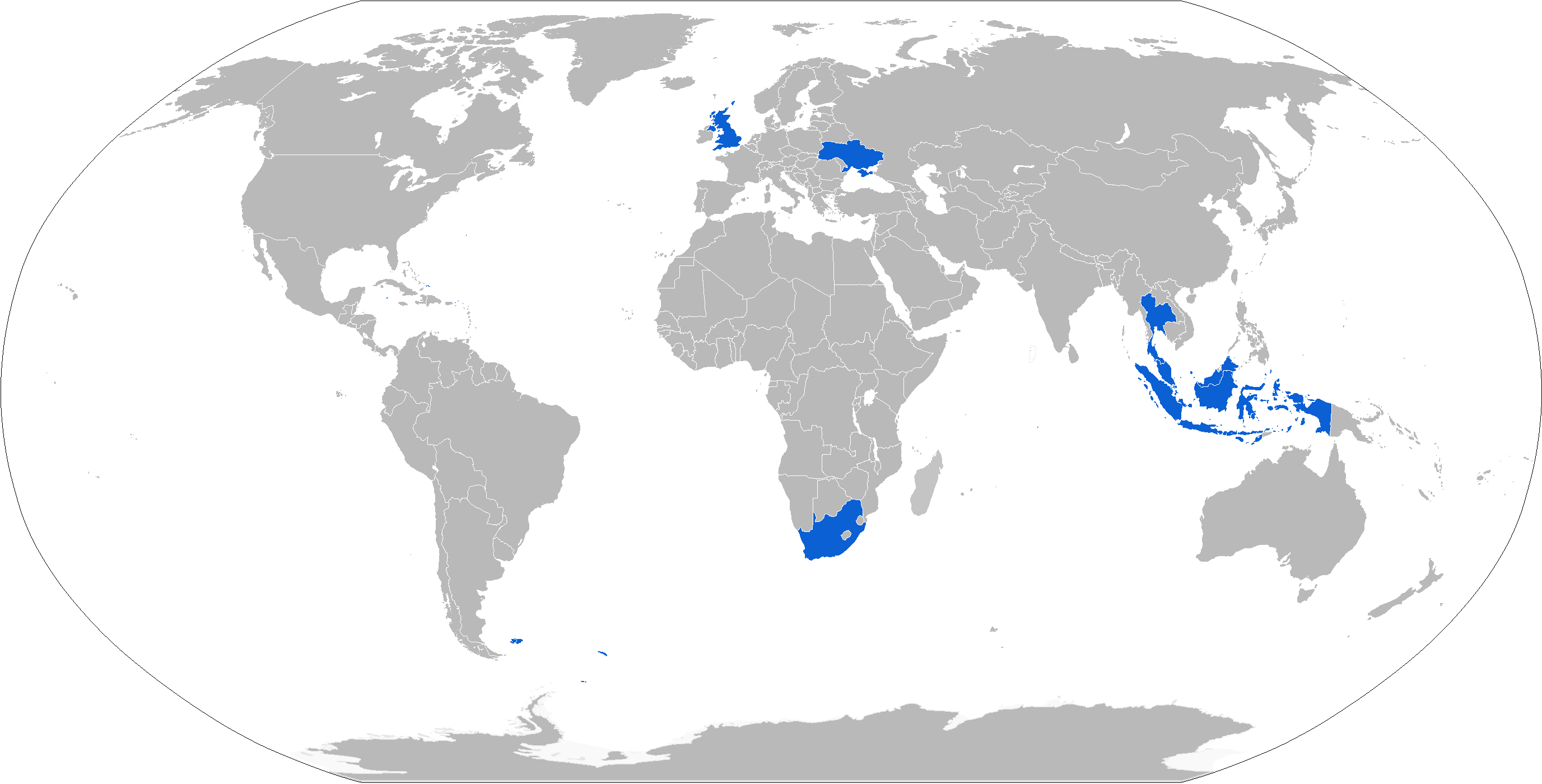
Эксплуатанты

  - SP HVM — 150 систем (приблизительно)
- ЮАР
  - LML — 8 систем
- Таиланд[8]
- Индонезия[9]
- Малайзия[10]
- Украина[11]

### Комментарии
1. ↑  Наведение боеголовки происходит не по тепловому следу, а по лазерному лучу, наводимому оператором вручную. Преимущества: отстройка от тепловых ловушек, маневров цели и других контрмер. Недостаток: необходимость визуального сопровождения цели[1].